# 国鉄ED40形電気機関車

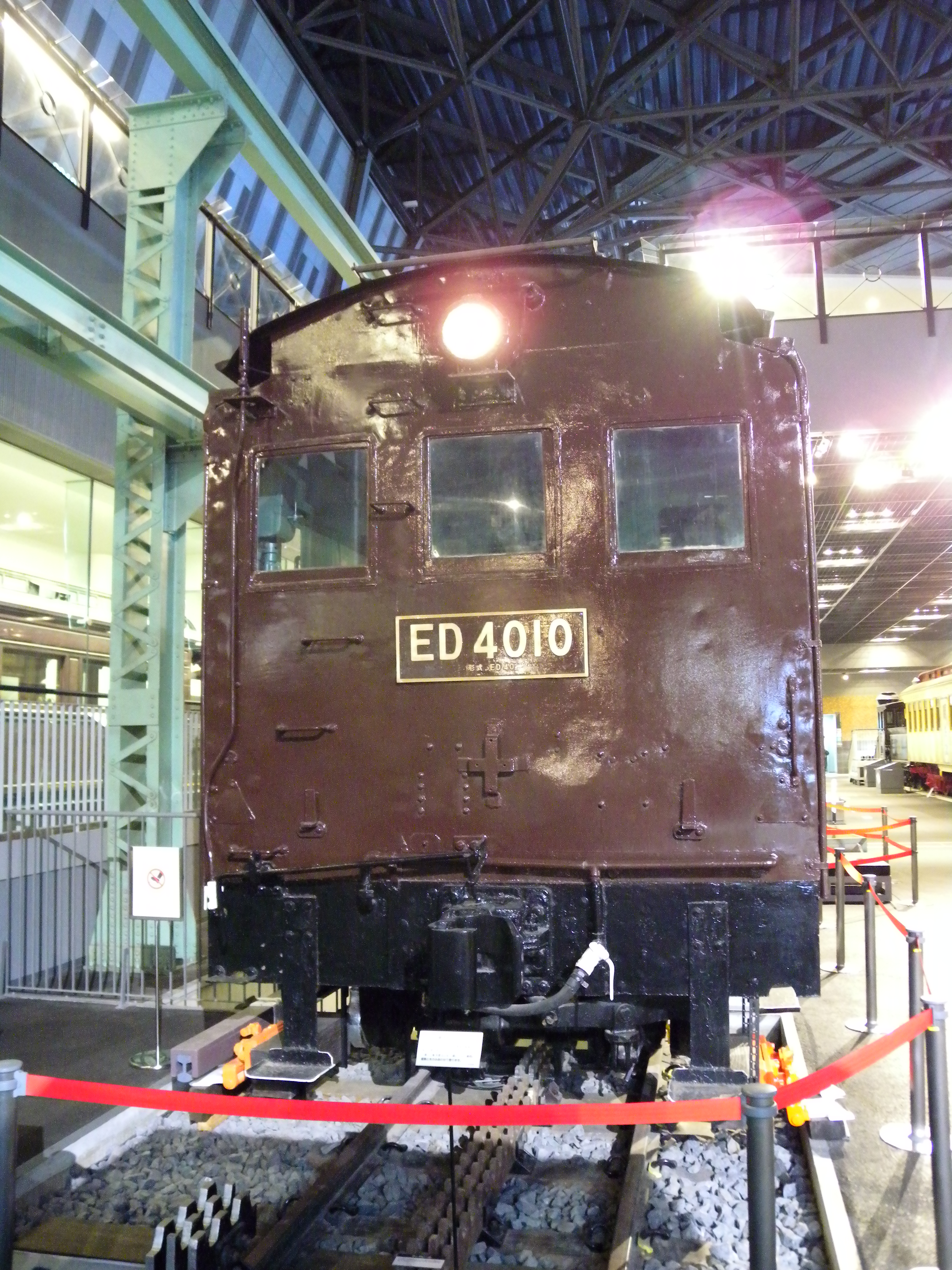
運転台側
（鉄道博物館 2009年6月）

国鉄ED40形電気機関車（こくてつED40がたでんききかんしゃ）は、日本国有鉄道（国鉄）の前身である鉄道院が1919年（大正8年）から製造したラックレールを使用するアプト式直流用電気機関車である。

## 概要
信越本線のアプト式区間である横川 - 軽井沢間（碓氷峠）用の電気機関車で、1919年に4両、1920年（大正9年）に4両、1921年（大正10年）に3両、1922年（大正11年）に2両、1923年（大正12年）に1両の計14両が鉄道院大宮工場（現在のJR東日本大宮総合車両センター）で、10000形（後のEC40形）の増備用として製造された。国鉄が初めて導入した国産電気機関車である。本形の増備により、1921年に碓氷峠区間での蒸気機関車の運転が廃止された。
製造時の形式番号は、10020形 (10020 - 10033) であったが、1928年（昭和3年）10月の車両形式称号規程改正により、ED40形 (ED401 - ED4014) に改番された。
車体は箱形の切妻車体で、中央部の屋根上に停車場内で使用するパンタグラフを1基搭載している。本線上では第三軌条から集電するため、集電靴が片側2か所に設備されている。また、運転台は坂下の横川寄りにのみ設けられた片運転台型で、軽井沢方は連結器上に張り出す形で抵抗器室が設けられている。電動機は、動輪用、歯車用に各1基、計2基が床上に設置されており、動力は歯車で減速した後、連結棒で4軸の動軸及び2軸の歯車に伝達される。

## 運用
基本的に一貫して横川機関庫（1936年9月1日付で横川機関区に改称）に配置され、信越本線の横川 - 軽井沢間で使用されたが、老朽化やED42形の増備により、1943年（昭和18年）7月から廃車が開始され、1952年（昭和27年）3月に廃車された13号機をもって、全車が除籍された。
国有鉄道時代に横軽間以外の線区で使用された記録としては、1951年（昭和26年）7月にED40 13がラック関係機器を下ろして富山港線で使用されていたという記録がある。

## 私鉄への譲渡
国鉄から私鉄へは、2両（6, 10）が1947年（昭和22年）に東武鉄道へ、3両（9, 11, 14）が駿豆鉄道（現在の伊豆箱根鉄道駿豆線）へ、2両（3, 4）が南海電気鉄道へ譲渡されている。その際、ラック式用の機器（ピニオン（歯車）用の電動機、歯車等の駆動装置）は取り外されている。また、南海電気鉄道へ譲渡された2両のうちED404は後年秋田中央交通へ再譲渡された。

### 東武鉄道
古河電気工業日光電気精銅所への軍需輸送のために1944年（昭和19年）から同社の日光軌道線に貸出されていたもので、譲渡後は、ED4000形4001・4002に改番されたが、1955年（昭和30年）に電気機関車の一斉改番の際にED4000の形式は本線系統のED10形に譲り、本形式はED600形601・602に再改番された。
日光軌道線では、パンタグラフのほかにポールを併用しており、また、急勾配が介在するため、電気機関車は常に坂上側に運転台を向けた形で坂下側に連結され、登坂列車については推進運転となった。一方降坂列車については、運転台のない側が先頭となることから、第2エンド側にステップを設けて、前方警戒のための車掌がそこに乗務した。
改番と同年、ED610形ED611が投入されたことに伴い、ED601は翌年4月16日に廃車された。ED602は1968年（昭和43年）1月同線の貨物輸送廃止まで予備車として使用され、同年2月24日の路線廃止と共に廃車となりその後は復元保存のため国鉄に寄贈された。

### 駿豆鉄道
駿豆鉄道へ譲渡された3両は、ED40形の形式称号はそのままに、ED4011は原番号のまま、ED409がED4012に、ED4014がED4013にそれぞれ改番され、運転台のない後位側にも窓と乗務員扉を増設して運用されたが、あくまで逆向き運転時の前方看視用で、運転台設備は設けられていなかったようである。
ED4012・ED4013の2両は、1949年（昭和24年）11月11日付で岳南鉄道に再譲渡された。岳南鉄道ではED4012が1952年（昭和27年）まで、ED4013が1972年（昭和47年）まで運用されたが、いずれも解体されている。
駿豆鉄道に残ったED4011は、1953年（昭和28年）に西武所沢車両工場で大改造を受け、大幅に原形を失った。改造に際して車体は流用されたものの、前後にデッキが設けられた両運転台に改造されたほか、台車は釣り合い梁式のボギー台車(DT10/TR14)に交換され、主電動機も国鉄MT10×4基に改められており、電気関係でED40形を出自とする機器類は失われた。この改造にともなって形式番号はED11形ED11に改められた。このED11も1967年（昭和42年）3月に岳南鉄道に譲渡されED31形ED311と改番されて貨物列車の牽引に使用され、1973年に廃車された。

### 南海電気鉄道・秋田中央交通
南海に譲渡された2両は、5161形5161・5162に改められた。本形式の性能上、低速でしか運転できないため、主に入換え用として使用された。5161は、1952年まで使用されたが、5162（旧ED404）は、1949年（昭和24年）に秋田中央交通に再譲渡され、こちらはED40形401に改番された。転出時に帝國車輛工業で凸形車体に改造されていたが、1953年（昭和28年）に東京急行電鉄からデワ3001（←東急デワ3002←東急デト3013）が転入すると、入れ替わりに東横車輌碑文谷工場に送られ、翌年8月に解体となった。東急側に機関車としての使用意図はなく、主電動機の捲線に用いられる銅の売却利益が目当てであったといわれる。車体解体後も台枠のみ車輪付きの作業台として残存していたが、その後これも解体されている。

## 保存

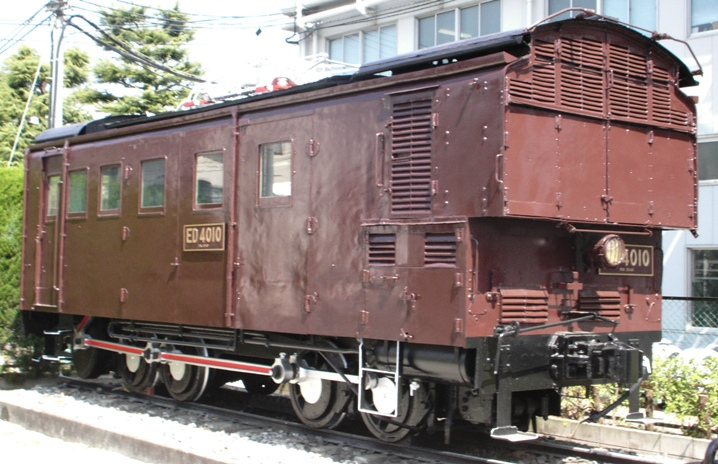
ED40形電気機関車10号機
（大宮総合車両センター 2007年3月）

東武鉄道から寄贈された10号機が、1968年（昭和43年）から復元（歯車関係は未復元）の上、準鉄道記念物として大宮総合車両センターに静態保存されていたが、2007年（平成19年）10月14日、さいたま市大宮区に開館した鉄道博物館に移設の上で展示されている。展示に際して重整備が行われ、アプト式機構が復元された。展示に際しては、車体の下に設けられた通路からピニオンギアとラックレールが噛み合う仕組みを観察できるようになっている。2018年（平成30年）3月9日に国の重要文化財に指定することを文化審議会が答申し、重要文化財指定が内定した。同年10月31日の官報で文部科学省告示（官報号外第239号：文部科学省告示 第二百八号）により、重要文化財の正式な指定がなされた。